# Chiesa di Sant'Andrea apostolo e della Beata Vergine Maria di Lourdes
La chiesa di Sant'Andrea apostolo e della Beata Vergine Maria di Lourdes è il principale luogo di culto cattolico di Sant'Andrea di Campodarsego, sede della parrocchia di Sant'Andrea appartenente alla diocesi di Padova.

## Storia
L'intitolazione a sant'Andrea apostolo colloca la fondazione di questa chiesa nell'epoca precedente alla migrazione longobarda (569). Forse ebbe in origine la dignità di pieve, titolo che poi avrebbe passato alla più recente chiesa di San Prosdocimo di Villanova di Camposampiero (risulta essere sua filiale nella decima papale del 1297).
In origine la comunità di Sant'Andrea faceva parte della vasta curtis de Invernus, citata per la prima volta nel 1026 quando il vescovo di Padova Orso la donò al monastero di San Pietro di Padova. Stilando il suo testamento nel 1192, Speronella Dalesmanini beneficiò due delle tre chiese della curtis, Sant'Andrea e San Giacomo; la terza, intitolata alla Santissima Trinità, dipendeva direttamente dal vescovo di Padova. Questa situazione portò alla formazione di due villaggi distinti, Sant'Andrea di Campodarsego e Codiverno di Vigonza, anche se la chiesa di Sant'Andrea continuò a portare la specifica "di Codiverno" fino al 1926.
Dalle visite pastorali del 1430 e del 1572 risulta che il beneficio di Sant'Andrea era unito a quello di San Giacomo, ma in quella successiva del 1587 quest'ultima non è più ricordata.
Giudicata in pessime condizioni nella visita del 1875, la chiesa attuale venne costruita per volere del parroco don Domenico Pianaro a partire dall'11 maggio 1898, giorno della benedizione della prima pietra; l'opera di edificazione terminò nel 1904 e il 23 novembre dello stesso anno fu inaugurata con il titolo di Sant'Andrea Apostolo.
Nel 1922 venne costruita una cappella dedicata alla Madonna di Lourdes, inaugurata l'11 febbraio dello stesso anno e restaurata nel 1998; il 24 ottobre 1925 la chiesa è stata consacrata anche con il titolo di Nostra Signora di Lourdes in virtù della forte devozione paesana nata sotto don Pianaro.

## Descrizione

### Esterno
La chiesa di Sant'Andrea apostolo e della Beata Vergine di Lourdes sorge nel centro della frazione di Sant'Andrea di Campodarsego, lungo via Caltana.
Esternamente, l'edificio presenta un avancorpo con facciata a salienti intonacata; questa è divisa in due ordini da un cornicione: in quello inferiore si apre il portale con cornice marmorea, affiancato da due monofore e da nicchie vuote; in quello superiore, invece, vi è un finto loggiato costituito da cinque arcate cieche, con quella centrale ospitante una statua di Sant'Andrea; la facciata termina in alto con un timpano triangolare.
Alla sinistra della chiesa sorge l'alta torre campanaria in mattoni rossi con copertura conica; le campane sono collocate all'interno della cella che sia apre su ciascun lato con una bifora.

### Interno
L'interno della chiesa è a navata unica con cappelle laterali, tre per lato, terminante con una profonda abside semicircolare.
La navata è illuminata da alcune finestre rettangolari ed è coperta con volta a padiglione, al centro della quale vi è un dipinto a tempera raffigurante la Gloria di Sant'Andrea, opera del pittore padovano Giuseppe Tommasi. Le cappelle laterali sono a pianta rettangolare, coperte con volta a botte, e ciascuna di essa ospita a ridosso della parete fondale un altare barocco in marmi policromi; la prima cappella di destra è dedicata a San Giuseppe, con una statua dipinta raffigurante San Giuseppe con Gesù Bambino; la prima di sinistra, invece, è dedicata a Santa Teresa d'Avila, con una statua della santa all'interno dell'ancona; la seconda cappella di destra è dedicata a Sant'Antonio di Padova e ospita sull'altare una statua di Sant'Antonio col Bambino; l'altare della cappella di fronte è caratterizzato dalla presenza di un elaborato ciborio marmoreo e della cosiddetta Pala di Sant'Andrea; quest'ultima, già sopra l'altare maggiore, rappresenta la Gloria di Cristo risorto e i santi Andrea, Giacomo e Giovanni e risale al XVII secolo, con caratteristiche proprie delle opere di Paolo Veronese e del Tintoretto.
La navata termina con il presbiterio, a pianta quadrata, coperto con una volta a crociera e rialzato di alcuni gradini rispetto al resto della chiesa; esso è decorato dai dipinti a tempera di Giuseppe Tommasi San Prosdocimo, Sant'Antonio, San Daniele e Santa Giustina sulla volta, Elia sul monte Oreb sulla parete di sinistra e la Cena di Emmaus sulla parete di destra. L'altare maggiore, in pietra bianca, è stato realizzato nel 1910-1911 ed è sormontato dal tabernacolo al centro (del 1925) e da due angeli ai lati. L'abside è a pianta semicircolare e presenta un matroneo che si apre con tre arcate a tutto sesto verso la chiesa; all'interno dell'arcata centrale vi è una statua raffigurante la Madonna di Lourdes.
Annessa alla chiesa vi è la cappella della Madonna di Lourdes, a pianta rettangolare, caratterizzata da una riproduzione della grotta di Massabielle all'interno della quale vi è l'altare marmoreo, e da un affresco di Clauco Benito Tiozzo raffigurante l'Annunciazione.

### Organo a canne
Sulla cantoria in controfacciata, che dà sulla navata con un ampio arco a tutto sesto, si trova l'organo a canne costruito nel 1911 dai Fratelli Zordan, in stato di abbandono.
Lo strumento è a trasmissione integralmente pneumatico-tubolare e conta 19 registri per un totale di circa 1244 canne, situate dietro una mostra ceciliana formata da canne di principale disposte in tre cuspidi, con bocche a mitria allineate orizzontalmente. La consolle, appoggiata al corpo d'organo, dispone di due tastiere di 58 note ciascuna e pedaliera concava di 27 note.